# Kölni márka
A kölni márka (németül: Kölner Mark vagy Kölnische Mark) az érmék tömegének és nemesfémtartalmának kifejezésére a középkor óta használt legfontosabb német tömegmérték.
Habár voltak ettől eltérő helyi mértékegységek is, mint például a boroszlói, a nürnbergi, a würzburgi és a bécsi márka, mégis a kölni márka maradt a legjelentősebb, mivel az 1524-es esslingi birodalmi pénzrendelet az egész Német-római Birodalomban alapmértékké tette. Ettől fogva a birodalmi és több nemzeti pénzrendelet is e kölni márkát használta tömegmértékként. Tényleges értéke valamelyest változott az idők során, 1821-től 233,856 gramm értéken rögzítették. Arany mérésekor egy kölni márka 24 karátra (Karat), illetve 288 granra (Grän) oszlott, azaz egy karát arany tömege 9,744 gramm, míg egy gran arany tömege 1,003 gramm volt. Ezüst mérésekor egy kölni márka 16 lottal (Lot) volt egyenlő, azaz 1 lot ezüst tömege 14,616 gramm volt. 1857 után a Német Vámunióban a metrikus font (500 gramm) lépett a helyébe.